# Liste von Langlaufloipen in Baden-Württemberg
Die folgende Liste von Langlaufloipen in Baden-Württemberg enthält Langlaufloipen in Baden-Württemberg.
| Region                 | PLZ   | Loipe                                                        | Typ   | Länge (km)             | Betreiber                       | Zuletzt gespurt | Belege            |
| ---------------------- | ----- | ------------------------------------------------------------ | ----- | ---------------------- | ------------------------------- | --------------- | ----------------- |
| Westallgäuer Hügelland | 88239 | Niederwangen – Bergerhöhe                                    | k+s   | 8                      | Stadt Wangen                    |                 | [ 1 ]             |
| Westallgäuer Hügelland | 88239 | Niederwangen – Rund um den Berg                              | k+s   | 3,3                    | Stadt Wangen                    |                 | [ 1 ]             |
| Westallgäuer Hügelland | 88239 | Niederwangen – Nieratzer Rund                                | k+s   | 4                      | Stadt Wangen                    |                 | [ 1 ]             |
| Westallgäuer Hügelland | 88239 | Flutlichtloipe Niederwangen                                  | k+s+f | 1,5                    | Stadt Wangen                    |                 | [ 1 ]             |
| Westallgäuer Hügelland | 88239 | Deuchelried – Oflings-Deuchelried                            | k+s   | 4                      | Stadt Wangen                    |                 | [ 1 ]             |
| Westallgäuer Hügelland | 88239 | Deuchelried – Köhlberg Loipe                                 | k+s   | 8                      | Stadt Wangen                    |                 | [ 1 ]             |
| Westallgäuer Hügelland | 88239 | Deuchelried – Laudorf Loipe                                  | k+s   | 11                     | Stadt Wangen                    |                 | [ 1 ]             |
| Westallgäuer Hügelland | 88239 | Deuchelried – Vallerey Loipe                                 | k+s   | 14                     | Stadt Wangen                    |                 | [ 1 ]             |
| Blaubeurer Alb         | 89143 | Loipe Heroldstatt klassisch 11,5                             | k     | 11,5                   | Gemeinde Heroldstatt            |                 | [ 2 ]             |
| Blaubeurer Alb         | 89143 | Loipe Heroldstatt klassisch 7,5                              | k     | 7,5                    | Gemeinde Heroldstatt            |                 | [ 2 ]             |
| Blaubeurer Alb         | 89143 | Loipe Seißen                                                 |       |                        | Stadt Blaubeuren                | 2020/2021 nicht | [ 3 ]             |
| Ulmer Alb              | 89134 | Kiesental                                                    | k+s   |                        | TSV 1860 Blaustein Skiabteilung |                 | [ 4 ] [ 5 ]       |
| Albuch                 | 89174 | Altheimer Loipe                                              | k     | 14                     | Skiclub Gerstetten              |                 | [ 6 ] [ 7 ]       |
| Albuch                 | 89547 | Hungerbrunnen-Loipe                                          | k     | 5                      | Skiclub Gerstetten              | 2021            | [ 6 ] [ 7 ]       |
| Albuch                 | 89547 | Gerstetter Loipe 16 km                                       | k     | 16–17                  | Skiclub Gerstetten              |                 | [ 6 ] [ 7 ] [ 8 ] |
| Albuch                 | 89547 | Gerstetter Loipe 13 km                                       | k     | 12–13                  | Skiclub Gerstetten              |                 | [ 6 ] [ 7 ] [ 8 ] |
| Albuch                 | 89547 | Gerstetter Loipe 8 km                                        | k+s   | 7,5–8                  | Skiclub Gerstetten              |                 | [ 6 ] [ 7 ] [ 8 ] |
| Albuch                 | 89542 | Bolheimer Wangenhofloipe                                     |       | 7                      |                                 |                 | [ 8 ]             |
| Albuch                 | 89542 | Verbindung Wangenhofloipe-Buchhofloipe                       |       | 5,5                    |                                 |                 | [ 8 ]             |
| Albuch                 | 89522 | Buchhofloipe Reutenen                                        |       | 8                      |                                 |                 | [ 8 ]             |
| Albuch                 | 89551 | Zanger-Loipe                                                 |       | 14                     |                                 |                 | [ 8 ]             |
| Albuch                 | 73566 | Wental-Irmannsweiler-Loipe                                   |       | 11                     |                                 |                 | [ 8 ]             |
| Härtsfeld              | 89564 | Nattheim Ramensteinloipe                                     |       | 9                      | Gemeinde Nattheim               |                 | [ 8 ]             |
| Härtsfeld              | 89547 | Giengen Spießhof-Loipe                                       |       | 2–13 (nach Schneelage) |                                 |                 | [ 8 ]             |
| Härtsfeld              | 89522 | Hühnerfeldloipe Oggenhausen                                  |       | 5,5–8                  | Stadt Heidenheim                |                 | [ 8 ] [ 9 ]       |
| Härtsfeld              | 89520 | Krätzentalloipe Großkuchen                                   |       | 9                      | Stadt Heidenheim                |                 | [ 8 ]             |
| Albuch                 | 89520 | Asangloipe Schnaitheim                                       | k+s   | 4                      | Stadt Heidenheim                |                 | [ 8 ]             |
| Albuch                 | 89522 | Heidenheim Talhofloipe                                       |       | 8                      | Stadt Heidenheim                |                 | [ 8 ]             |
| Kocher-Brenz-Tal       | 89520 | Heidenheim Brenzparkloipe                                    |       | 1                      | Stadt Heidenheim                |                 | [ 8 ]             |
| Albuch                 | 89555 | Mauertal-Spur                                                |       | 10 + 5,5               | Gemeinde Steinheim am Albuch    |                 | [ 8 ]             |
| Albuch                 | 89555 | Gnannenweiler-Rundloipe                                      |       | 7                      | Gemeinde Steinheim am Albuch    |                 | [ 8 ]             |
| Albuch                 | 89555 | Verbindungsstrecke Mauertal-Spur mit Gnannenweiler-Rundloipe |       |                        | Gemeinde Steinheim am Albuch    |                 | [ 8 ]             |
| Bauland                | 74744 | Schillingstadter Loipe                                       |       |                        | Ski-Club Schillingstadt         |                 | [ 10 ] [ 11 ]     |